# Fleshcrawl
Fleshcrawl ist eine deutsche Death-Metal-Band.

## Geschichte
Fleshcrawl wurde im Frühjahr 1987 von Stefan Hanus und Bastian Herzog in Illertissen unter dem Namen Morgöth gegründet und 1990 in Suffocation umbenannt. Nach dem zweiten Demo Festering Flesh benannte die Band sich aufgrund der ersten Vinyl-Veröffentlichung der amerikanischen Band Suffocation in Fleshcrawl um; unter diesem Namen veröffentlichte sie 1991 bei Morbid Records eine 7"-EP namens Lost in a Grave. Eine ihrer ersten Shows unter neuem Namen fand im Oktober 1991 in ihrer Heimatstadt statt. Es war ein bis heute legendäres Underground-Konzert zusammen mit den deutschen Bands Dead und R.U.Dead? sowie Demigod aus Finnland. Ein Jahr später kam Fleshcrawl zu einem Plattenvertrag mit Black Mark Production. Dort erschien 1992 ihr Debütalbum Descend into the Absurd, welches in den Montezuma Studios zu Stockholm eingespielt wurde. Kurz danach verließ Gitarrist Gero Schmitt die Band und wurde durch Mike Hanus ersetzt. 1993 wurde das zweite Album Impurity in Dan Swanös Unisound Studio im schwedischen Finspång eingespielt.
1995 spielte die Band auf der Easter-Bash-Tour mit Deicide, Cathedral und Brutal Truth. Dieser folgte 1996 das dritte Album Bloodsoul und 1997 Bloodred Massacre; beide Alben wurden in Peter Tägtgrens Abyss Studios eingespielt. Bloodred Massacre war das erste Album mit dem neuen Sänger Sven Groß, der den Platz von Alex Pretzer einnahm.
1998 übernahm Tobias Schick den sehr lange vakanten Posten des Bassisten. Nach der Veröffentlichung von Bloodred Massacre verließ Fleshcrawl Black Mark Production, begab sich auf eine vierwöchige Europatournee mit Vader und Kataklysm und spielte auf einigen Festivals mit Bands wie etwa Cannibal Corpse oder Dark Funeral.
Von der Tour zurückgekehrt, unterzeichnete Fleshcrawl einen Vertrag bei Metal Blade Records und veröffentlichte 2000 As Blood Rains from the Sky... We Walk the Path of Endless Fire, das in den Fredman Studios in Göteborg aufgenommen wurde. Im Juni 2000 ging die Band erneut auf Europatournee, diesmal für 25 Auftritte mit Vader und Vital Remains. Einzelshows und verschiedene Festivalauftritte folgten (unter anderem auf dem Czech-Dynamo-Festival und dem Summer Breeze).
Im Januar 2001 begleitete Fleshcrawl die britische Band Bolt Thrower auf ihrer fünf Shows umfassenden Kurztournee durch Deutschland und die Niederlande. In den darauffolgenden Monaten konzentrierte sich Fleshcrawl auf das Songwriting für ihre nächste Veröffentlichung Soulskinner. Außerdem spielte man noch im Juni die Torture-Tour im Vorprogramm von Six Feet Under und trat im August 2001 beim Party.San Open Air auf. Im September 2001 produzierte Fleshcrawl das Album im Underground Studio in Västerås/Schweden; Soulskinner wurde auf einer vierwöchigen Tour mit Bolt Thrower und Benediction im Januar 2002 live vorgestellt.
Nach einigen Einzelshows in Deutschland und Europa im Frühjahr und Sommer 2002 spielte Fleshcrawl auf dem Wacken Open Air 2002. Diese Show war gleichzeitig der Einstand des neuen Gitarristen Oliver Grbavac, der Gründungsmitglied Stefan Hanus ersetzte, welcher die Band aus persönlichen und privaten Gründen verließ. Im Herbst 2002 spielte Fleshcrawl unter anderem auf dem Westfalenfestival in Dortmund. Eine weitere Premiere erfolgte im November 2002: Fleshcrawl tourte als Support von Hypocrisy erstmals in Japan. Nach ihrer Rückkehr begann die Band mit dem Songwriting zu ihrem nächsten Album. Im Jahre 2003 gab es aus diesem Grund nur wenige Live-Auftritte. Im November 2003 wurde das Album Made of Flesh im Underground Studio eingespielt. Nach dessen Veröffentlichung ging Fleshcrawl auf eine Europa-Tournee mit den Label-Kollegen von Six Feet Under und Criminal, um das Album entsprechend zu promoten. Die Band spielte auch auf den großen Festivalbühnen der darauffolgenden Festival-Saison, unter anderem auf dem Summer Breeze, Party.San, RockHarz Open Air und dem Metalcamp in Tolmin/Slowenien.
Im Frühjahr 2005 verließ ihr langjähriger Bassist Tobias Schick die Band. Die Suche nach einem Nachfolger dauerte ganze zwei Jahre, bis man mit Nico Scheffler endlich den richtigen Mann fand. Trotzdem spielte Fleshcrawl zwischenzeitlich etliche Shows – auch auf Festivals wie dem Up from the Ground oder den Walpurgis Metal Days. Nebenher erstreckte sich über einen längeren Zeitraum der Kompositionsprozess des Made of Flesh-Nachfolgers. Das achte Album der Band, Structures of Death, erblickte im Jahre 2007 das Licht der Welt. Die Aufnahmen hierzu fanden erstmals nicht in Schweden statt, sondern im nahegelegenen schwäbischen Ulm unter der Aufnahmeleitung von Martin Schmitt. Den Mix und das Mastering legten die Musiker allerdings wieder in die Hände von Pelle Saether, dem Betreiber des Underground Studios in Västerås.
2011 verließ Bassist Nico Scheffler Fleshcrawl, konnte allerdings rasch von Manuel Markowski ersetzt werden. In den Jahren 2008 bis 2015 veröffentlichte die Gruppe kein neues Musikmaterial. Dies lag an diversen privaten Problemen der Musiker und einem längeren Auslandsaufenthalt von Schlagzeuger Bastian Herzog. Dennoch spielte die Band etliche Einzel- und Festivalshows während dieser Zeit. Erwähnenswert sind unter anderem das SWR Barroselas in Portugal (2008), das Protzen Open Air, das Summer Breeze und Queens of Metal im selben Jahr, Chronical Moshers (2010), Way of Darkness (2011), Stromgitarrenfest III (2012), das Rock Hard Festival und das Bang Your Head (2013), Baden in Blut (2014) und das Faces of Death in Moskau (2014). Zudem spielte Fleshcrawl im März 2012 eine Headlinder-Show in Dubai in den Vereinigten Arabischen Emiraten. Ende 2015 produzierte Fleshcrawl zusammen mit Skinned Alive eine Split-CD, die vier neue Songs der Musiker enthielt und anfangs von Brutal Art Records, später, im Verlauf des Folgejahres, dann über FDA Rekotz veröffentlicht wurde.
Im Januar 2016 absolvierte die Band ihre erste Asien-Tournee. Es fanden acht Shows in sieben verschiedenen Staaten statt – in den Vereinigten Arabischen Emiraten, Nepal, Thailand, Taiwan, Philippinen, Singapur und Vietnam. Im Zuge dessen war sie Headliner auf dem Nepal Deathfest in Kathmandu und Co-Headliner bei einer Show von The Exploited in Singapur. Später im Laufe des Jahres 2016 veröffentlichte die Band Festering Thoughts from a Grave – eine klangtechnisch überarbeitete Wiederveröffentlichung ihrer beiden Demos und der Lost in a Grave-EP auf CD. Die Plattenfirma hinter dem Projekt war Raw Skull Recordz.
2017 und 2018 spielte die Gruppe weitere Einzel- und Festivalshows, unter anderem einen Auftritt beim Schoonebeek Deathfest in den Niederlanden (2017), beim Obscene Extreme in Tschechien (2018) sowie beim Helsinki Deathfest in Finnland und beim Way of Darkness in Lichtenfels (beide auch 2018). Im Oktober 2018 trennte sich die Band von ihrem langjährigen Gitarristen Mike Hanus, der durch Slobodan Stupar ersetzt wurde. Im Dezember trat Fleshcrawl auf dem Eindhoven Metal Meeting auf. 2019 folgten weitere Einzel- und Festivalshows in Zentraleuropa und Großbritannien. Im Mai 2019 betrat die Gruppe erstmals nordamerikanisches Terrain, um dort unter anderem einen Auftritt auf dem renommierten Maryland Deathfest in Baltimore/USA zu bestreiten.
Wieder zurück in Deutschland schloss die Gruppe ihre Arbeiten am lang erwarteten Nachfolger zu Structures of Death ab. Am 29. November 2019 wurde Into The Catacombs of Flesh über Apostasy Records veröffentlicht. Doch bereits im März 2020 drehte sich das Personalkarussell erneut: Gitarrist Slobodan Stupar fand seinen Nachfolger in Christian Kalbrecht. Ein weiterer Personalwechsel erfolgte nach einem Covid-19-bedingt nahezu konzertlosen Jahr im Dezember 2020. Fleshcrawl trennte sich von Gitarrist Oliver Grbavac und nahm stattdessen Apu Justin Reisch mit ins Boot. Am 11. Juni 2021 starb Sänger Sven Groß an einer Krebserkrankung, die etwa ein Jahr zuvor bei ihm diagnostiziert worden war. Etwas später im selben Jahr war erstmals der aus Russland stammende Borisz Sarafutgyinov beim Obscene Extreme-Festival in Tschechien aushilfsweise der Mann am Mikrofon. Am 15. Oktober 2021 gab Fleshcrawl offiziell bekannt, dass Sarafutgyinov ab sofort der offizielle neue Sänger der Band ist.

## Diskografie
- 1990: Festering Flesh (Demo)
- 1991: Lost in a Grave (EP; Morbid Records)
- 1992: Descend into the Absurd (Black Mark Production)
- 1993: Impurity (Black Mark Production)
- 1996: Bloodsoul (Black Mark Production)
- 1997: Bloodred Massacre (Black Mark Production)
- 2000: As Blood Rains from the Sky... We Walk the Path of Endless Fire (Metal Blade Records)
- 2001: Soulskinner (Metal Blade Records)
- 2004: Made of Flesh (Metal Blade Records)
- 2005: Crawling in Flesh (Best of; Black Mark Production)
- 2007: Structures of Death (Metal Blade Records)
- 2016: Tales of Flesh and Skin (Split-CD mit Skinned Alive; Brutal Art Records, später FDA Rekotz)
- 2016: Festering Thoughts from a Grave (CD-Wiederveröffentlichung der Demos und der "Lost in a Grave"-EP; Raw Skull Recordz)
- 2019: Into the Catacombs of Flesh (Apostasy Records)[11][12]